# Јелена Божовић Ђорђевић
Јелена Божовић Ђорђевић (Београд, 1983) српска је вајарка.

## Биографија
У Београду је 2005. године завршила Школу за дизајн и стекла звање техничар дизајна графике. Школовање је наставила на Београдској политехници од 2005. до 2007. године. Уписала је 2007. године Факултет примењених уметности Универзитета уметности у Београду, на којем је дипломирала 2012. године. На истом факултету је докторирала 2020. године, темом АТЕЉЕ – Интерактивна меморијална скулптура.
Била је сарадник у настави на Факултету примењених уметности у Београду на предметима Вајање основе и Вајање и ентеријер, од 2014 до 2017. године.
Редовни је члан трочланог савета Градске галерије Вишеград од 2018. године и селектор Међународне ликовне колоније (МЛК) Вишеград од 2019. године.
Учествовала је као уметник у извођењу више јавних споменика, аутора Миодрага Живковића, Зорана Ивановића, Слободана Савића и Игора Ђорђевића.

## Скулптуре у јавном простору
- Мук – Његош, ОШ „Петар Петровић Његош”, Врбас 2012.
- Споменик Милунки Савић, Инђија, 2017.
- Свети Сава, Парк великана, Источно Сарајево, 2020.[3]
- Патријарх Павле, Парк великана, Источно Сарајево, 2020.
- Петар Зимоњић, Парк великана, Источно Сарајево, 2020.
- Степа Степановић, Парк великана, Источно Сарајево, 2020.
- Стака Скендерова, Парк великана, Источно Сарајево, 2020.
- Стеван Попов, Парк великана, Источно Сарајево, 2020.
- Срђан Кнежевић, Парк великана, Источно Сарајево, 2020.
- Јован Дучић, Парк великана, Источно Сарајево, 2020.
- Алекса Шантић, Парк великана, Источно Сарајево, 2020.
- Др Миодраг Лазић, Парк великана, Источно Сарајево, 2020.
- Еволуција – Београдски читач, у реализацији за Источно Ново Сарајево.

## Самосталне изложбе
- "Београдска политехника", Аrte reale, Милано, 2010.
- Циклус, изложба скулптура, Уметничка галерија „Стара капетанија”, Београд, 2015.[4]
- Лица, Центар за културу Деспот Стефан српски, Деспотовац, 2016.
- Земља је наша судбина, Галерија 96, Приједор, 2016.
- Ехо, СКЦ Београд, фебруар 2018.
- Exo2, НКЦ Ниш, фебруар 2018.
- Стазе, лица, предели, Градска галерија, Вишеград, мај 2018.
- Eхо3, Градска галерија, Косовска Митровица 2019.[5]
- АТЕЉЕ – докторски уметнички пројекат, СКЦ, Београд, 2019.[6]
- Ракурс, Градска галерија, Вишеград, БиХ, 2019.
- Ракурс, КЦ Источно Ново Сарајево, БИХ, 2019.
- , Кућа краља Петра, Београд, 2019.
- МЛК Вишеград 25, Градска галерија, Вишеград 2019.
- Ракурс, ЦЗК Ново источно сарајево, Сарајево 2019.
- Ракурс, Градска галерија Вишеград, БиХ, 2019.
- Свети Симеон добрићевски, КЦ Билећа, Билећа 2020.
- Видовданска хуманитарна изложба, КЦ Источно Ново Сарајево, 2020.

## Групне изложбе
- Цртеж и акварел, Галерија Београд, Београд, 2007.
- , на БЕЛЕФ-у, Трг Републике и двориште Факултета примењених уметности, Београд 2008.
- Профил, изложба студената одсека Примењено вајарство, Галерија клуба ваздухопловства војске Србије, Београд 2010.
- Зорану Радмиловићу – песници и ликовни уметници, Зајечар, издавач „Терција”, 2011.
- Диплома 2012, дипломска изложба студената Факултета примењених уметности у Београду, Музеј примењених уметности Београд. 2012.
- Јунаци и њихови коњи, Галерија КЦ „Лаза Костић”, Сомбор, 2014.
- Изложба Београдских читача, Хол РТС-а, Београд 2015.
- Младост, Галерија Србија, Ниш и Галерија Куће легата, Београд, 2015.
- Гуњ, Атријум Етнографског музеја, Београд, 2016.
- Фигурација, СКЦ, Београд, 2017.
- Новогодишња изложба крагујевачких уметника, Галерија АРТ, Крагујевац, 2018.
- МЛК Вишеград 25, Градска галерија Вишеград, 2018.
- Новогодишња изложба крагујевачких уметника, Галерија АРТ, Крагујевац, 2019.

## Ликовне колоније
- , Кикинда 2008.
- Вратарница, Вратарница, 2010.
- , Кикинда 2014.
- Колут Мандић, Шебеш Фок, 2014.

## Интернационални симпозијуми
- Симпозијум цртежа и музике, Приједор, 2016.
- 25. Међународна ликовна колонија Вишеград.
- 26. Међународна ликовна колонија Вишеград.
- Свети Симеон Добрићевски, Билећа, 2020.[7]
- Бели вук, Источно Сарајево, 2020.

## Културне манифестације
- 42. Вишеградске стазе, самостална изложба, Градска галерија Вишеград, 2019
- Принципови дани, самостална изложба, КЦ Истачно Ново Сарајево, 2019

## Награде и признања
- Награда за најбољи портрет одсека Примењено вајарство, Факултет примењених уметности, Универзитет уметности у Београду, 2011.
- Друга награда на конкурсу за идејно решење споменика на конкурсу „Београдски читач” 2015.
- Прва награда за идејно решење споменик Милунка Савић, Инђија 2017.
- Друга награда симпозијума „Х”, Приједор, 2016.